# Aeroporto Internazionale di Seul-Gimpo
L'Aeroporto Internazionale di Seul-Gimpo (IATA: GMP, ICAO: RKSS), commercialmente noto come Aeroporto Internazionale Gimpo, è, insieme all'Aeroporto Internazionale di Seul-Incheon, uno dei due scali della città di Seul.  Prima dell'apertura di Incheon l'aeroporto Gimpo era l'unico della capitale sud-coreana e il maggiore in Corea.

## Collegamenti con Seul
L'aeroporto è ottimamente collegato con varie aree all'interno di Seul e Incheon. Oltre alle diverse linee di bus, presso la stazione di Gimpo Aeroporto si interscambiano le linee 9, 5 e AREX. In futuro si prevede arriverà anche la linea Daegok-Sosa-Wonsi, per collegare direttamente le zone a nord e a sud dell'aeroporto.

## Statistiche
Questo grafico non è disponibile a causa di un problema tecnico.
Si prega di non rimuoverlo.
Vedi la query Wikidata di origine.